# Indústria de Louças Zappi S/A
A Indústria de Louças Zappi S/A foi uma empresa do ramo cerâmico, localizada na cidade de São Paulo (Brasil), fundada em 1918 e funcionando até 1957.
Sua história começa em 1918 quando o italiano Giuseppe Zappi adquire um terreno na Vila Prudente, em São Paulo. O terreno, localizado entre o Córrego das Vacas, atualmente canalizado, e a Rua Boacica, hoje Rua José Zappi. se estendia por 300 metros; partindo do início dessa rua, onde hoje está a Praça Padre Damião. Era um local pouco valorizado, com dezenas de nascentes de água que tornavam a área um constante lamaçal; mas José Zappi achou que o local era ideal, e ali edificou sua indústria que ganhou fama mundial pelos produtos sofisticados e de refinado gosto artístico; sendo premiados em exposições realizadas em Londres (1935), Bruxelas (1937) e Paris (1939).

## História
José Zappi, natural de Ímola, na Itália, foi um dos conceituados técnicos ceramistas contratados por Romeo Ranzini, através do consulado brasileiro em Milão, para trabalhar na Fábrica de Louças Santa Catharina. O convite lhe foi feito em 1912 e José Zappi trabalhou na indústria de Ranzini até o ano de 1916; sendo um dos principais responsáveis pelo desenvolvimento técnico desta empresa, que foi a primeira a produzir louça branca em grande escala no território nacional. Depois disso ajudou na criação de outras fábricas, no interior de São Paulo, contribuindo para a difusão do ramo de louça de pó de pedra; até que, em 1918, consegue dar início à criação de sua própria empresa: a Indústria de Louças Zappi.
José Zappi escolheu um terreno na Vila Prudente, para instalar sua indústria; o que pode parecer estranho, já que a primeira grande indústria de louças do Brasil havia se instalado no lado oposto da cidade. Ocorre que os distritos do Ipiranga, ao qual pertencia a Vila Prudente, e o distrito vizinho, de São Caetano do Sul, que mais tarde se tornou município, sempre foram tradicionais produtores de cerâmica vermelha. A Cerâmica Vila Prudente, muito conhecida na cidade, ficava quase em frente ao terreno adquirido por José Zappi. Um pouco mais adiante, atravessando o rio Tamanduateí, estava a Cerâmica Sacoman S/A, conhecida nacionalmente pela produção das telhas francesas. No distrito vizinho havia a Cerâmica São Caetano; famosa fabricante de ladrilhos. São Caetano do Sul já produzia telhas e tijolos desde 1730, quando era uma fazenda pertencente aos monges beneditinos.
Se levarmos em conta que: tanto as olarias quanto as fábricas de louças são indústrias cerâmicas, não parecerá tão estranho o fato de José Zappi ter escolhido a Vila Prudente para instalação de sua indústria. Além disso, ao contrário da Fábrica de Louças Santa Catharina, o capital da Indústria de Louças Zappi não provinha da aristocracia cafeeira. Eram recursos próprios e, por essa razão, seu início foi modesto; com produção de azulejos e louças sanitárias. Mais tarde, após sucessivas ampliações, a fábrica passou a produzir uma refinada linha de louças de mesa e peças decorativas que lhe deram fama e prestígio, mas era uma indústria pequena.
O selo da empresa, que era estampado no fundo das peças produzidas, fazia um trocadilho entre o nome de seu proprietário (Zappi) e o lance de maior valor no jogo de truco; o Zap. Era a representação do 4 de paus, carta do baralho de maior valor no jogo, com o nome Zappi no centro.
Em 1937 Mário Zappi, filho de José Zappi, assume a direção da linha de produção e a razão social muda para José Zappi & Filho Ltda. Paulatinamente Mário vai assumindo outros cargos até se tornar o diretor geral da empresa e, graças à sua juventude e comunicabilidade, melhora a imagem desta junto à população local.
Durante sua gestão é feita a doação de parte do terreno da indústria, e venda de outra parte em condições facilitadas, perfazendo um total de 5000 m², ao Círculo Operário de Vila Prudente. No local foram instaladas a sede da Instituição e o Colégio João XXIII. A transação foi intermediada pelo Dr. Luiz Inácio de Anhaia Mello, que na época era diretor da Cerâmica Vila Prudente e amigo da família Zappi.
Em março de 1942 a empresa abre seu capital e muda a razão social para Fábrica de Louças Sanitárias Zappi S/A, sendo eleito, como diretor-presidente, o engenheiro Djalma Lepage. No ano de 1944 ocorre outra mudança na razão social da empresa, que passa a se chamar Indústria de Louças Zappi S/A.
José Zappi faleceu em 1950 e, nessa ocasião, Mario Zappi e Aristides Pileggi passaram a ser os únicos donos da empresa; sendo que Mario Zappi detinha 60% das ações. Juntos, Zappi e Pileggi compram a Cerâmica Vila Prudente e ampliam a linha de produção dessa empresa, que passa a fabricar lajes pré-moldadas e produtos sanitários com a marca “Maris”, um nome derivado da junção dos nomes Mario e Aristides. As duas empresas permanecem funcionando, independentes, até 1957, quando foram extintas.

## Funcionários

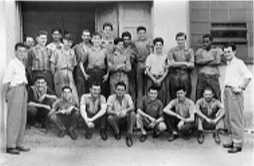
Funcionários da Indústria de Louças Zappi, 1928

Não foram encontradas informações confiáveis sobre os funcionários da Indústria de Louças Zappi. Sabe-se, entretanto, que entre os operários havia italianos e descendentes, migrantes da zona rural de São Paulo; como ocorria na maioria das indústrias da região. Também havia migrantes da região nordeste do país.
Uma estatística da Secretaria de Agricultura, Indústria e Comércio revela que, de 1928 a 1937, o número de operários passou de 18 para 55, sem maiores detalhes.

## Processo de produção
As matérias primas utilizadas na fabricação de louças são: argila, caulim, quartzo e feldspato. Esses elementos, misturados com água deve produzir um líquido expeço ou uma massa firme. A formação das peças se dá por: fundição, torneamento ou prensagem.
A fundição utiliza o líquido expeço, que é despejado em formas de gesso. É o método utilizado para fabricação de louças sanitárias, bules, vasos, peças decorativas e outros.
O torneamento utiliza a massa firme, que é modelada em tornos mecânicos. É o método utilizado para fabricação de pratos, xícaras, pires etc.
Na prensagem também se utiliza a massa firme, e é o método utilizado na fabricação de azulejos.
Depois de prontas, as peças passam por um processo de secagem natural e, posteriormente, são levadas a fornos especiais para a primeira queima. Logo depois, recebem as pinturas decorativas, decalques e verniz; retornando aos fornos para a segunda queima. As peças prontas ainda precisam ser embaladas para remessa aos pontos de venda.
Para produção de louças, em escala industrial, é necessário um maquinário pesado; geralmente composto de britadores, moinhos de bolas, bombas, girândolas, máquinas de recalque, marombas, extrusoras, tornos, prensas e fornos, entre outros. Esse maquinário é comum a quase todas as indústrias de louças, entretanto as informações sobre a quantidade e os modelos das máquinas, bem como o tipo de energia utilizada para fazê-las funcionar é escasso. Uma estatística da Secretaria de Agricultura, Indústria e Comércio, bastante imprecisa, mostra que, de 1930 a 1937, a forças motriz elétrica da indústria Zappi passou de 20 Hp para 60 Hp.
Um fluxograma, elaborado por Aristides Pileggi, mostra todas as etapas de produção, mas não fornece informações sobre o maquinário utilizado na Indústria de Louças Zappi.

## Extinção
A importância da Indústria de Louças Zappi S/A, para o setor, está muito mais relacionada com a qualidade de seus produtos e o prestígio de seu fundador do que com a quantidade produzida.
Em 1957 a indústria encerra suas atividades, mas não há detalhes sobre as razões que teriam levado a isso. O imóvel, que continuou pertencendo à família Zappi, foi alugado a uma empresa fabricante de estofados; que permaneceu no local até sua falência, em 1994. Em 2003 o prédio foi demolido.